# Dénezé-sous-le-Lude
Dénezé-sous-le-Lude est une ancienne commune française située dans le département de Maine-et-Loire en région Pays de la Loire. Le 15 décembre 2016, la commune devient une commune déléguée au sein de la commune nouvelle de Noyant-Villages.
Cette commune rurale se situe dans le Baugeois, au nord de la ville de Noyant.

## Géographie

### Localisation
Ce village angevin de l'ouest de la France se situe dans l'est du Baugeois, sur la route D 198 entre Meigné-le-Vicomte (5 km) et Genneteil (10 km). Baugé se trouve à 18 km et Saumur à 34 km,. Son territoire est essentiellement rural.
Le Baugeois est la partie nord-est du département de Maine-et-Loire. Elle est délimitée au sud par la vallée de l'Authion et celle de la Loire, et à l'ouest par la vallée de la Sarthe.

### Aux alentours
Les communes les plus proches sont Noyant (3 km), Méon (4 km), Chalonnes-sous-le-Lude (5 km), Meigné-le-Vicomte (5 km), Broc (6 km), Breil (6 km), Auverse (6 km), Chigné (7 km), Chavaignes (8 km) et La Pellerine (8 km).

### Géologie et relief
L'altitude de la commune varie de 58 à 86 mètres, pour une altitude moyenne de 78 mètres, et s'étend sur plus de 15 km2 (1 505 hectares).
Dénezé se situe sur l'unité paysagère du Plateau du Baugeois. Le relief du Baugeois est principalement constitué d'un plateau, aux terrains sablonneux, siliceux ou calcaires, caractérisés par de larges affleurements sédimentaires, crétacés, sables et calcaires aux teintes claires.
Une partie de la commune est classée en zone naturelle d'intérêt écologique, floristique et faunistique (ZNIEFF), pour la zone de la forêt de Bareilles, forêt privée, constituée de chênes hêtres et charmes.

### Hydrographie
La rivière La Marconne traverse le territoire de la commune.

### Climat
Le climat angevin est tempéré, de type océanique. Il est particulièrement doux, compte tenu de sa situation entre les influences océaniques et continentales. Généralement les hivers sont pluvieux, les gelées rares et les étés ensoleillés. Le climat du Baugeois est plus continental : plus sec et chaud l'été.

## Urbanisme
Morphologie urbaine : le village s'inscrit dans un territoire essentiellement rural.
En 2009 on trouve 160 logements sur la commune de Dénezé-sous-le-Lude, dont 76 % sont des résidences principales, pour une moyenne sur le département de 91 %, et dont 64 % des ménages en sont propriétaires. En 2013, on y trouve 164 logements, dont 77 % sont des résidences principales, pour une moyenne sur le département de 90 %, et dont 68 % des ménages en sont propriétaires.

## Toponymie
Formes anciennes du nom : Ivo de Danezio en 1055, Ecclesia de Daneze en 1225, Denezé au XVIIIe siècle, puis Dénezé-sous-le-Lude.
Origine du nom : vient du nom d'homme gallo-romain Danatius, suivi du suffixe -acum.
Une autre commune du département comporte le nom de Dénezé, Dénezé-sous-Doué.
Nom des habitants : les Dénezéens.

## Histoire

### Préhistoire et Antiquité
Il n'existe aucune trace antique sur le territoire de la commune.

### Moyen Âge
En 1131 est créée une abbaye cistercienne, l'abbaye de la Boissière. Elle est rattachée en 1147 à l'abbaye de Cîteaux.

### Ancien  Régime
Sous l'Ancien Régime, Dénezé dépend de la sénéchaussée angevine de Baugé, du grenier à sel du Lude, du diocèse d'Angers et de l'archiprêtré du Lude.

### Époque contemporaine
À la réorganisation administrative qui suit la Révolution, la commune est rattachée en 1790 au canton de Noyant. Il est intégré au district de Baugé, puis en 1800 à l'arrondissement de Baugé, et à sa disparition en 1926, à l'arrondissement de Saumur.
Un rapprochement intervient en 2016. Le 15 décembre, les communes de Auverse, Broc, Breil, Chalonnes-sous-le-Lude, Chavaignes, Chigné, Dénezé-sous-le-Lude, Genneteil, Lasse, Linières-Bouton, Meigné-le-Vicomte, Méon, Noyant et Parçay-les-Pins, s'associent pour former la commune nouvelle de Noyant-Villages. Dénezé-sous-le-Lude en devient une commune déléguée.

## Politique et administration

### Administration municipale

#### Administration actuelle
Depuis le 15 décembre 2016, Dénezé-sous-le-Lude constitue une commune déléguée au sein de la commune nouvelle de Noyant-Villages et dispose d'un maire délégué.
| Période                                  | Période  | Identité       | Étiquette | Qualité |
| ---------------------------------------- | -------- | -------------- | --------- | ------- |
| décembre 2016                            | mai 2020 | Adrien Denis   |           |         |
| mai 2020                                 | en cours | Thierry Bardet |           |         |
| Les données manquantes sont à compléter. |          |                |           |         |

#### Administration ancienne
La commune est créée à la Révolution. Municipalité en 1790. Le conseil municipal est composé de 11 élus.
| Période                                  | Période       | Identité                         | Étiquette | Qualité                 |
| ---------------------------------------- | ------------- | -------------------------------- | --------- | ----------------------- |
| 1790                                     |               | Montault                         |           |                         |
| an II                                    |               | Dupont                           |           |                         |
| 1800                                     |               | Pierre Poulain                   |           |                         |
| 1806                                     |               | René Chasles                     |           |                         |
| 1813                                     |               | Auguste-René Dutertre des Roches |           | Nommé adjoint de Saumur |
| 1813                                     |               | René Bordeaux                    |           |                         |
| 1816                                     |               | Boudvin                          |           |                         |
| 1826                                     |               | Lespagneul                       |           |                         |
| 1849                                     |               | Proust                           |           |                         |
| 1852                                     |               | René Nau                         |           |                         |
| 1853                                     |               | René Poulain                     |           |                         |
| 1857                                     |               | Pierre Proust                    |           |                         |
| 1881                                     |               | Louis Lespagnol                  |           |                         |
| 1888                                     |               | René Neau                        |           |                         |
| 1919                                     |               | Lebouc-Nouchet                   |           |                         |
| 1925                                     |               | Félix Souchu                     |           |                         |
| mai 1953                                 |               | Maurice Casin                    |           |                         |
| 1962                                     | 1971          | Philippe Pallu de Beaupuy        |           |                         |
| mars 1971                                | 1983          | Maurice Rabouan                  |           |                         |
| mars 1983                                | 1989          | Georges Godefroy                 |           |                         |
| mars 1989                                | 2008          | Pierrette Bardet                 |           | Employée de La Poste    |
| mars 2008                                | décembre 2016 | Adrien Denis                     | LR        | Exploitant agricole     |
| Les données manquantes sont à compléter. |               |                                  |           |                         |

### Jumelages
La commune ne comporte pas de jumelage.

### Ancienne situation administrative

#### Intercommunalité
Jusqu'en 2016 Dénezé-sous-le-Lude fait partie de la communauté de communes canton de Noyant. Créée en 2000, cette structure intercommunale regroupe les quinze communes du canton, dont Auverse, Broc, Chalonnes-sous-le-Lude, Meigné-le-Vicomte, Méon et Noyant,. L'intercommunalité est dissoute le 15 décembre 2016.
La communauté de communes est alors membre du Pays des Vallées d'Anjou, structure administrative d'aménagement du territoire comprenant six communautés de communes : Beaufort-en-Anjou, Canton de Baugé, Canton de Noyant, Loir-et-Sarthe, Loire Longué et Portes-de-l'Anjou.
La commune fait également partie du SICTOD Nord Est Anjou, membre du SIVERT, syndicat intercommunal de valorisation et de recyclage thermique des déchets de l'Est Anjou qui se trouve à Lasse, et du SIVU AEP de la région de Noyant pour le traitement de l'eau potable.

#### Autres circonscriptions
Jusqu'en 2014, Dénezé-sous-le-Lude fait partie du canton de Noyant et de l'arrondissement de Saumur. Ce canton compte alors les quinze mêmes communes que celles de la communauté de communes. Dans le cadre de la réforme territoriale, un nouveau découpage territorial pour le département de Maine-et-Loire est défini par le décret du 26 février 2014. La commune est alors rattachée au canton de Beaufort-en-Vallée, avec une entrée en vigueur au renouvellement des assemblées départementales de 2015.
La commune est dans la troisième circonscription de Maine-et-Loire, composée de huit cantons, dont Baugé et Longué-Jumelles. Cette circonscription de Maine-et-Loire est l'une des sept circonscriptions législatives que compte le département.

## Population et société

### Démographie

#### Évolution démographique
L'évolution du nombre d'habitants est connue à travers les recensements de la population effectués dans la commune depuis 1793. À partir du 1er janvier 2009, les populations légales des communes sont publiées annuellement dans le cadre d'un recensement qui repose désormais sur une collecte d'information annuelle, concernant successivement tous les territoires communaux au cours d'une période de cinq ans. 
Pour les communes de moins de 10 000 habitants, une enquête de recensement portant sur toute la population est réalisée tous les cinq ans, les populations légales des années intermédiaires étant quant à elles estimées par interpolation ou extrapolation. Pour la commune, le premier recensement exhaustif entrant dans le cadre du nouveau dispositif a été réalisé en 2008,.
En 2014, la commune comptait 304 habitants, en évolution de +0,33 % par rapport à 2009 (Maine-et-Loire : +3,3 %, France hors Mayotte : +2,49 %).
| 1793 | 1800 | 1806 | 1821 | 1831 | 1836 | 1841 | 1846 | 1851 |
| ---- | ---- | ---- | ---- | ---- | ---- | ---- | ---- | ---- |
| 668  | 703  | 693  | 642  | 727  | 675  | 690  | 690  | 669  |

| 1856 | 1861 | 1866 | 1872 | 1876 | 1881 | 1886 | 1891 | 1896 |
| ---- | ---- | ---- | ---- | ---- | ---- | ---- | ---- | ---- |
| 651  | 619  | 602  | 574  | 539  | 563  | 565  | 543  | 553  |

| 1901 | 1906 | 1911 | 1921 | 1926 | 1931 | 1936 | 1946 | 1954 |
| ---- | ---- | ---- | ---- | ---- | ---- | ---- | ---- | ---- |
| 528  | 517  | 525  | 442  | 458  | 441  | 436  | 467  | 463  |

| 1962 | 1968 | 1975 | 1982 | 1990 | 1999 | 2008 | 2013 | 2014 |
| ---- | ---- | ---- | ---- | ---- | ---- | ---- | ---- | ---- |
| 397  | 372  | 326  | 268  | 244  | 262  | 292  | 306  | 304  |

#### Pyramide des âges
La population de la commune est relativement âgée. Le taux de personnes d'un âge supérieur à 60 ans (22,9 %) est en effet supérieur au taux national (21,6 %) et au taux départemental (21 %). Contrairement aux répartitions nationale et départementale, la population masculine de la commune est supérieure à la population féminine (53,4 % contre 48,4 % au niveau national et 48,6 % au niveau départemental).
| Hommes | Classe d’âge | Femmes |
| ------ | ------------ | ------ |
| 0,0    | 90 ans ou +  | 0,7    |
| 7,7    | 75 à 89 ans  | 6,6    |
| 16,7   | 60 à 74 ans  | 14,0   |
| 19,2   | 45 à 59 ans  | 23,5   |
| 19,2   | 30 à 44 ans  | 17,6   |
| 15,4   | 15 à 29 ans  | 14,7   |
| 21,8   | 0 à 14 ans   | 22,8   |

| Hommes | Classe d’âge | Femmes |
| ------ | ------------ | ------ |
| 0,4    | 90 ans ou +  | 1,2    |
| 6,3    | 75 à 89 ans  | 9,2    |
| 11,8   | 60 à 74 ans  | 13,0   |
| 19,9   | 45 à 59 ans  | 19,4   |
| 20,6   | 30 à 44 ans  | 19,5   |
| 20,3   | 15 à 29 ans  | 19,1   |
| 20,6   | 0 à 14 ans   | 18,6   |

### Vie locale
Hormis la mairie, et un centre social et culturel, il n'existe pas de services publics sur la commune. Il faut se rendre à la commune voisine de Noyant.

On trouve par ailleurs sur la commune un camping, un terrain de tennis et un boulodrome.
L'hôpital local le plus proche se trouve à Baugé (95 places) ainsi que plusieurs maisons de retraite.
La collecte des déchets ménagers (tri sélectif) est organisée par la Communauté de Communes du Canton de Noyant.
Manifestation annuelle : fête de la Saint-Jean (juin).

## Économie

### Tissu économique
Commune principalement agricole, en 2009, sur les 25 établissements présents dans la commune, 68 % relèvent du secteur de l'agriculture (pour 18 % sur le département). L'année suivante, en 2010, sur 29 établissements présents dans la commune, 55 % relèvent du secteur de l'agriculture (pour une moyenne de 17 % sur le département), 3 % du secteur de l'industrie, 10 % du secteur de la construction, 28 % de celui du commerce et des services et 3 % du secteur de l'administration et de la santé.
Sur 24 établissements présents dans la commune à la fin de l'année 2013, 50 % relèvent du secteur de l'agriculture (pour une moyenne de 12 % sur le département), 4 % du secteur de l'industrie, 13 % du secteur de la construction, 29 % de celui du commerce et des services et 4 % du secteur de l'administration et de la santé.

### Agriculture
Liste des appellations présentes sur le territoire sur le territoire :
- IGP Bœuf du Maine, IGP Porc de la Sarthe, IGP Volailles de Loué, IGP Volailles du Maine, IGP Œufs de Loué,
- IGP Cidre de Bretagne ou Cidre breton.

## Culture locale et patrimoine

### Lieux et monuments

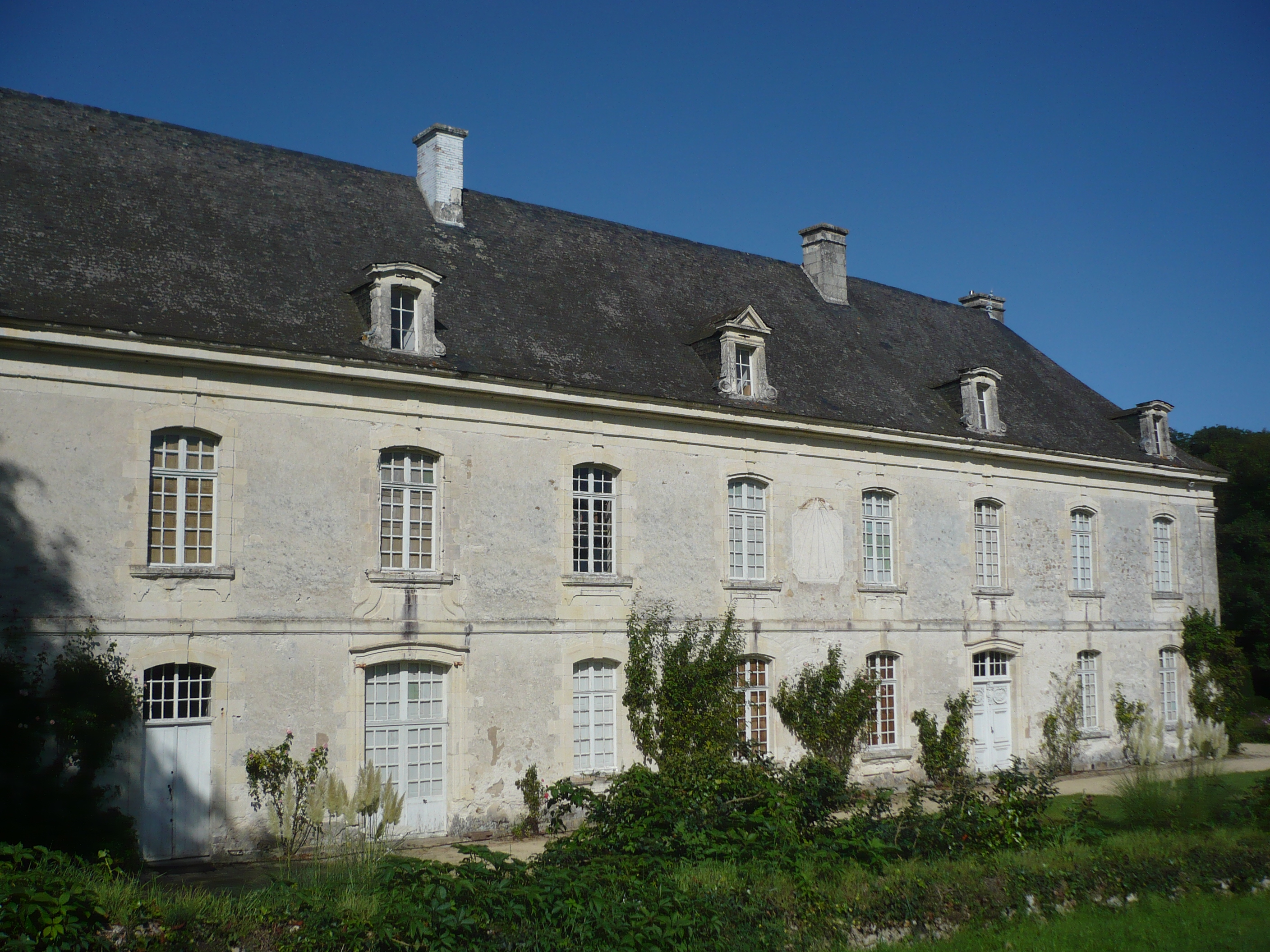
Abbaye de Dénezé-sous-Lude.

Bâtiments inscrits aux monuments historiques :
- L'abbaye de la Boissière, du XVIIe siècle, ancienne abbaye cistercienne fondée en 1131[14]. Façades et toitures des bâtiments conventuels, Monument historique inscrit par arrêté du 20 octobre 1954 (PA00109079)[37]. L'abside[Note 2] de l'ancienne église abbatiale, Monument historique inscrit par arrêté du 20 juin 1928. La chapelle dite de la Vraie Croix, Monument historique classé par arrêté du 27 mars 1923.
- L'église Saint-Jean-Baptiste, des XIe, XIIe et XVIe siècles, Monument historique inscrit par arrêté du 27 septembre 1963 (PA00109080)[38].
- Les ruines du manoir de Launay-le-Jeune, manoir et sa chapelle des XVIe et XVIIIe siècles, Monument historique inscrit par arrêté du 31 décembre 1980 (PA00109081)[39].

Autres ouvrages inscrits à l'inventaire général du patrimoine culturel :
- Le château Launay de Gennes, des XVe, XVIe et XVIIe siècles ;
- La croix de cimetière, du XVIe ou XVIIe siècle ;
- Plusieurs maisons et fermes, des XVe, XVIe, XVIIe et XVIIIe siècles ;
- Plusieurs moulins, des XVe, XVIIIe et XIXe siècles.

Autres lieux :
- Le lavoir ;
- Le plan d'eau.

## Pour approfondir